# Franco malgache
El franco malgache (código de la ISO 4217: MGF) fue la moneda oficial de Madagascar hasta el 1 de enero de 2005. Cada franco se dividía en 100 céntimos (centimes, en francés). 

## Historia
Durante su existencia independiente de los diferentes reinos isleños, siendo el más importante el de Imerina que en 1840 ocupó al de Boina y en 1846 al de Menabe, se han usado en ellos en diferentes épocas las conchas de cauris como moneda, por influencia de la cultura suajili desde el siglo XIV.
También han circulado las monedas internacionales por las influencias árabes y europeas que eran el real de a ocho desde el siglo XVI —en el sudeste de Madagascar los franceses fundaron Fort-Dauphin en 1646 pero fue abandonado en 1674 y en donde circuló la libra francesa como parte de la Indias Orientales— y desde el siglo XIX, el tálero de María Teresa.
Con el protectorado francés de Madagascar desde 1882 hasta 1896 —que no incluía a la colonia formada por las islas adyacentes de Nosy Be, Santa María, la bahía de Diego Suárez y las pequeñas islas Gloriosas colonizadas en 1880 y anexionadas en 1892, en donde circulaba la moneda francesa— se resellaron reales de a ocho con fecha y el nombre en francés Royaume de Madagascar rodeando una gran letra R.

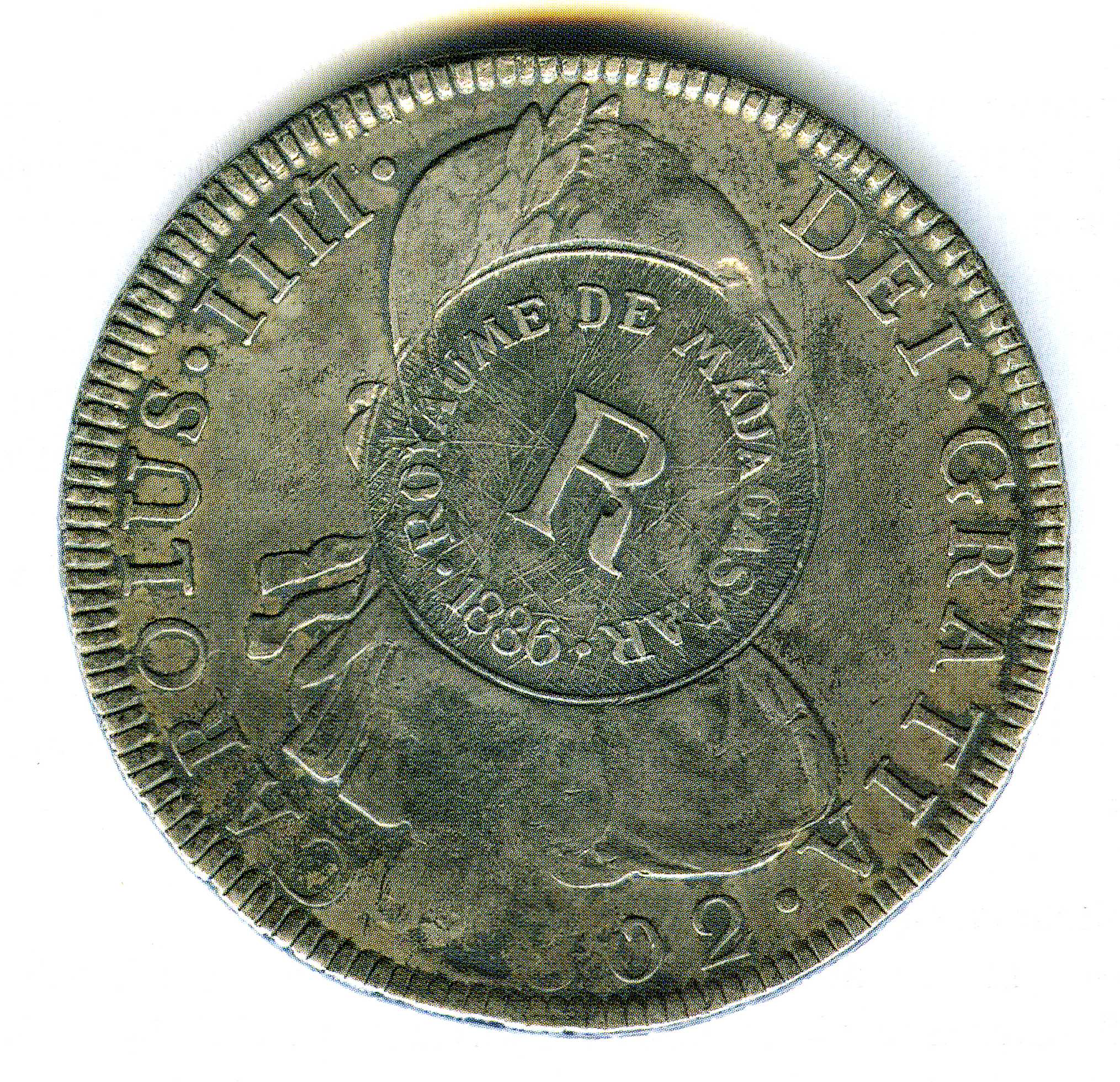
Moneda española de Carlos IV con contramarca circular usada en Madagascar con fecha 1886, durante el protectorado francés.

En el año 1897, al convertirse en la colonia del Madagascar francés, el gobierno colonial introdujo billetes y monedas del franco francés hasta que el 1 de julio de 1925 creó como sistema monetario el franco malgache, solo en billetes por lo que siguieron circulando las monedas francesas.
La emisión correspondía al recién fundado Banco de Madagascar (Banque de Madagascar), cuyo nombre se convertiría en Banco de Madagascar y las Comoras cuando las dichas islas Comoras se convirtieron en un territorio francés separado del de Madagascar.
Durante la II Guerra Mundial el Imperio británico ocupó las islas en 1942, arrebatándoselas a la Francia de Vichy, para evitar que se la apoderaran los japoneses, por lo que acuñó monedas de bronce con ceca en Pretoria en 1943, de 50 céntimos y de 1 franco, para devolvérsela a la Francia Libre en el mismo año.
En este último año se acuñaron monedas para el uso en el África francesa, que incluye a Madagascar y Comores, de 1 franco de zinc en 1943 con ceca en París y de 2 francos de latón en 1944 por los aliados con ceca en Filadelfia. Desde 1945 hasta 1947 continuaron produciéndose para las colonias africanas con ceca en París monedas de 5 francos de bronce-aluminio y en 1947 monedas de 50 céntimos de la misma aleación.
El 26 de diciembre de 1945 se creó el franco CFA, unidad monetaria común para los territorios africanos franceses. En esa fecha, el franco CFA de Madagascar y Comoras, que tenía el valor común del franco CFA pero sus propios billetes y monedas, reemplazó al franco malgache como moneda oficial, y recién se acuñaron monedas propias con fechas de 1948, de 1953 y de 1958, circulando hasta 1963. Las islas Comores acuñaron sus propias monedas coloniales en 1964 hasta la independencia el 31 de diciembre de 1975 en que fue proclamada la república.
Tras la proclamación de la independencia de Madagascar, el banco central empezó a emitir nuevos billetes en 1963, las monedas se acuñaron recién en 1965, con su valor ligado al del franco CFA. En 1972, bajo el gobierno militar del general Gabriel Ramanantsoa, Madagascar abandonó la zona CFA, estableciendo un nuevo franco malgache no convertible.
Desde entonces, el franco malgache ha sufrido numerosas devaluaciones hasta convertirse en una moneda de cotización flotante. El 1 de enero de 2005, el Ariary, unidad de cuenta tradicional equivalente a cinco francos (similar al antiguo duro español), se convirtió en la moneda oficial de Madagascar, aunque aún circulan billetes denominados en francos.